# Philipperhymnus

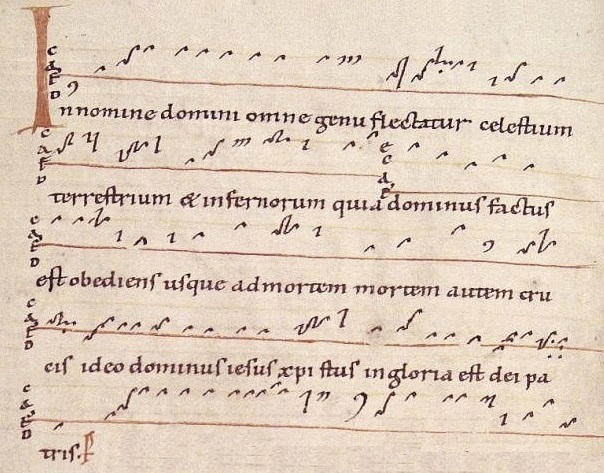
In nomine Domini omne genu flectatur (Phil. 2, 10), gregorianische Antiphon, Graduale von Klosterneuburg, 12. Jahrhundert

Der Philipperhymnus ist Bestandteil des Philipperbriefes des Paulus (Phil 2,5–11 ). Bisweilen findet sich auch die Bezeichnung „Christushymnus“.

## Theologische Bedeutung
Bei Philipper 2,5–11 handelt es sich vermutlich um einen vorpaulinischen liturgischen Text, den Paulus zitiert mit der einleitenden Mahnung, die eigene Gesinnung dem Weg Jesu anzugleichen. Zentrales Thema des Hymnus ist die Inkarnation des präexistenten Christus sowie sein Leiden, sein Tod – die Erwähnung des Kreuzes ist vermutlich eine verstärkende Einfügung des Paulus – und schließlich seine Erhöhung durch Gott und die Verleihung des „Namens über alle Namen“. Dabei wird die Erhöhung mit der Erniedrigung kausal verknüpft (διό „darum“). Auffällig ist, dass das für Paulus sonst zentrale Auferstehungsmoment nicht explizit erwähnt wird.
Der Hymnus vereint sowohl hellenistische als auch jüdische Vorstellungen. Der Parallelismus des Aufbaus des Hymnus ähnelt der Grundstruktur einiger Psalmen, während die Erwähnung von über- und unterirdischen Mächten, deren Sklave der Mensch ist und die ihrerseits vor Christus die Knie beugen, stark an eine hellenistisch geprägte Weltanschauung erinnert.

## Herkunft
Die Tatsache eines vom üblichen, paulinischen Wortschatz abweichenden Vokabulars, das Fehlen einer konkreten Erwähnung der Auferstehung sowie die runde, poetische Form deuten manche Forscher dahingehend, dass Paulus diesen Text nicht selbst verfasst, sondern übernommen hat.

## Rezeption
Der im Dezember 2024 präsentierte Fund der lateinischen Frankfurter Silberinschrift im Gräberfeld der Römersiedlung Nida stammt aus dem 3. Jahrhundert. Er greift die Verse 10–11 des Hymnus auf und gilt damit als ältestes christliches Schriftzeugnis nördlich der Alpen.